# Джоанна Аккська
Джоанна Аккська, відома також як Джоан Аккська, Джейн Аккська (англ. Joan of Acre; 1272 — 23 квітня 1307) — дочка короля Англії Едуарда I і його дружини Елеонори Кастильської, графиня Глостера і Хартфорда.

## Біографія

### Дитинство
Джоанна народилася в 1272 році в місті Акко, куди її батьки прибули за рік до цього, щоб врятувати християнські володіння від мусульманської загрози в рамках чергового хрестового походу. Вона була восьмою дитиною, але на момент народження у Джоани були тільки один брат і одна сестра, які знаходилися в Англії (інші померли зовсім маленькими). Дід принцеси, Генріх III, тоді був ще живий і Едуард був тільки спадкоємцем престолу.
Через кілька місяців після народження дочки Едуард і Елеонора відплили з Акки в сторону батьківщини. На Сицилії вони дізналися про смерть Генріха III; з цього моменту Джоанна Аккська стала дочкою короля. Подальший шлях лежав по суші через Італію та Францію. Маленьку дочку Едуард I залишив на виховання у її бабусі по матері Жанни, графині Понтьє. В 1279 році графиня померла, і після цього Джоанна вперше прибула до Англії.
Незважаючи на її юний вік (сім років), Едуард I вже планував династичний шлюб. Він розраховував відновити традиційний антикапетингський союз між Англією і Німеччиною, видавши Джоанну за одного з синів короля Рудольфа І, Гартмана. Але 20 грудня 1281 року Гартман загинув у віці 18 років, коли його корабель врізався в скелю на Рейні. Інші іноземні принци як кандидати на руку Джоанни не розглядалися.

### Перший шлюб
30 квітня 1290 року, Едуард видав свою дочку за графа Глостера і Хартфорда Гільберта де Клера. Різниця у віці між нареченими становила 30 років, але Гільберт був, імовірно, наймогутнішим з англійських баронів і традиційно лояльним по відношенню до королівського дому. Він підтримував Едуарда в громадянській війні, був регентом королівства в період між смертю Генріха III і поверненням Едуарда зі Святої землі, а його першою дружиною була тітка короля (розлучився в 1285 році). Шлюб був укладений в Вестмінстерському абатстві; придане нареченої склало дві тисячі срібних марок.
Подружжя жило в основному далеко від королівського двору. Вони прожили разом лише п'ять років: в 1295 році граф Гілберт помер, заливши Джоанну 23-річною вдовою

### Другий шлюб
Незабаром після смерті чоловіка Джоанна Аккська закохалася в одного з зброєносців де Клер — Ральфа де Монтермара. Вона домоглася від батька посвятити Монтермара в лицарі, а вже на початку 1297 року таємно одружилася зі своїм коханим. Це був небачено для англійської знаті: дочка короля і вдова одного з перших баронів стала дружиною всього лише зубожілого лицаря. Особливо скандальною повинні були зробити ситуацію плани Едуарда видати дочку за графа Савойського Амадея V. Уже була призначена дата — 16 березня 1297 року. Джоанна, таким чином, опинилася у вкрай складному і навіть небезпечному становищі.
Спочатку вона спробувала переконати батька відмовитися від савойського шлюбу, не розповідаючи йому всю правду, але той вирішив, що на дочку потрібно просто сильніше натиснути, і для цього тимчасово конфіскував її володіння. Тоді Джоанні довелося повідомити королю про те що вона вже є дружиною Монтермара. Едуард розлютився і наказав ув'язнити чоловіка Джоани в Бристольському замку. Згодом він поступово змінив своє ставлення до цього шлюбу. Ймовірно, на це вплинули вагітність Джоани (дитина народилася в жовтні 1297 року) і заступництво єпископа Дарема. Уже в серпні Монтермар отримав свободу, а Джоанна знову отримала свої володіння.

### Смерть
Джоанна померла 23 квітня 1307 року в маєтку Клер в Саффолці. Причина смерті невідома. Можлива версія — графиня Глостер померла при пологах: у другому шлюбі її діти народжувалися з проміжком в 2-3 роки, а останній відомий за джерелами дитина народилася в 1304 році. Джоану поховали в Клер, в родовій усипальниці її першого чоловіка. Деякі джерела повідомляють, що в 1357 році могила була розкрита в присутності дочки Джоани Аккської, Елізабет де Клер, і тіло було знайдено нетлінним .

## Діти
Від кожного з двох шлюбів у Джоанни Аккської було по четверо дітей.
Діти від Гілберта де Клера:
- Гільберт де Клер, 7-й граф Хартфорд і 8-й граф Глостер (1291—1314)

- Елінор де Клер (1292—1337), дружина Х'ю ле Діспенсера Молодшого і Вільяма де ла Зуша

- Маргарет де Клер (1293—1342), дружина Пірса Гавестона і Х'ю де Одлі

- Елізабет де Клер (1295—1360), дружина Джона де Бурга, Тібо де Вердена і Роджера Д'Аморі

Діти від Ральфа де Монтермара:
- Мері де Монтермар, дружина Дункана Макдуффа, графа Файфа

- Джейн де Монтермар, черниця

- Томас де Монтермар (1301—1340), 2-й барон Монтермар

- Едуард де Монтермар (помер в 1340)